# Serghei Trofimov (muzician)
Serghei Veaceslavovici Trofimov (în rusă Сергей Вячеславович Трофимов; n. 4 noiembrie 1966, Moscova, RSFS Rusă, URSS), cunoscut și ca Trofim, este un actor și cântăreț rus.